# Boana jaguariaivensis
Boana jaguariaivensis é uma espécie de anfíbio da família Hylidae. Endêmica do Brasil, pode ser encontrada no estado do Paraná.